# Wiener Singverein

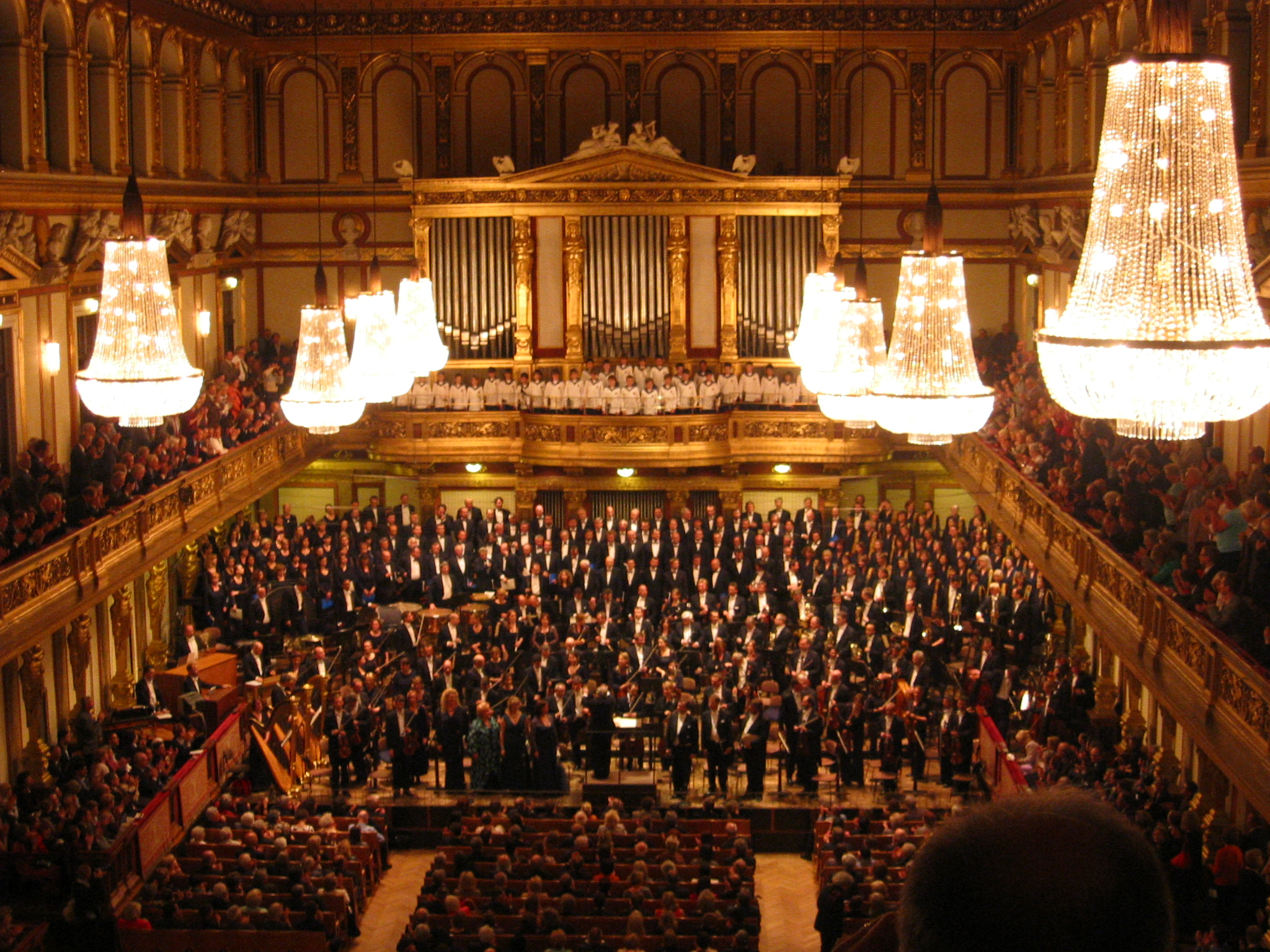
Gustav Mahler: Sinfonie der Tausend – Wiener Singverein – Slovenský filharmonický zbor – Wiener Sängerknaben – Staatskapelle Berlin – Pierre Boulez in Goldener Saal of the Vienna Musikverein

De Wiener Singverein (Weense Zangvereniging) is het concertkoor van de Wiener Musikverein uit de Oostenrijkse hoofdstad Wenen.

## Geschiedenis
In 1812 vonden op initiatief van componist Antonio Salieri en enige muziekliefhebbers uitvoeringen van Händel-oratoria (Timotheus) plaats in de keizerlijke wintermanege (nu Spaanse Rijschool). Dat leidde tot de oprichting van de Musikverein.
In 1858 werd het nu uit 230 leden bestaande koor van deze vereniging opgericht, dat in het begin geleid werd door Johann Herbeck en Johannes Brahms. In de loop van zijn 150-jarige geschiedenis werkte het met talrijke beroemde dirigenten en orkesten samen. Daarbij kwam het onder andere tot eerste uitvoeringen van werken van Brahms, Bruckner, Mahler. Van 1947 tot 1989 bepaalde Herbert von Karajan het profiel van het koor. Dit wordt sinds 1991 geleid door Johannes Prinz.
De Singverein heeft meermaals met het Concertgebouworkest opgetreden. Het koor was in 1989 te gast in Rotterdam met het Te Deum van Berlioz en in 2009 in Amsterdam met het Requiem van Antonín Dvořák (dirigent: Mariss Jansons).

## Recente opnamen (cd/dvd)
- Ludwig van Beethoven Symphonie Nr. 9 – Ode an die Freude (Wiener Philharmoniker – Christian Thielemann)[1]
- Johannes Brahms Ein deutsches Requiem (Cleveland Orchestra – Franz Welser-Möst)
- Antonin Dvořák Requiem (Koninklijk Concertgebouworkest – Mariss Jansons)
- Gustav Mahler Symphonie Nr. 2 – Auferstehung (Wiener Philharmoniker – Gilbert Kaplan)
- Gustav Mahler Symphonie Nr. 2 – Auferstehung (Wiener Philharmoniker – Pierre Boulez)
- Gustav Mahler Symphonie Nr. 3 (Bavarian State Orchestra – Zubin Mehta)
- Gustav Mahler Symphonie Nr. 3 (Wiener Philharmoniker – Pierre Boulez)
- Otto Nicolai Mondchor aus Die lustigen Weiber von Windsor (Schloss Schönbrunn 2010, Wiener Philharmoniker – F. Welser-Möst)
- Robert Schumann Manfred – Schauspielmusik (Tonkünstler-Orchester Niederösterreich – Bruno Weil)
- Franz Schmidt Das Buch mit sieben Siegeln (Wiener Philharmoniker – Nikolaus Harnoncourt)
- Franz Schmidt Das Buch mit sieben Siegeln (Tonkünstler-Orchester Niederösterreich – Kristjan Järvi)
- Karol Szymanowski Symphonie Nr. 3 – Lied der Nacht (Wiener Philharmoniker – Pierre Boulez)
- Richard Wagner Tristan und Isolde – Duett-Szenen (Vienna Radio Symphony Orchestra – Bertrand de Billy)